# P-процесс
p-процесс — термоядерная реакция, происходящая, в частности, при коллапсе ядра сверхновой звезды, и ответственная за происхождение некоторых богатых протонами атомных ядер тяжелее железа.

## История термина
Термин p-процесс изначально был предложен в 1957 году в известной работе B²FH. Авторы предположили, что этот процесс отвечает за синтез всех тяжёлых богатых протонами ядер и предположили, что он происходит в водородной оболочке сверхновых 2-го типа. Позже оказалось, что требуемые условия в таких звёздах не возникают.